# 1807 w literaturze
Wydarzenia literackie w 1807 roku.

## Nowe poezje
- Thomas Moore, Irish Melodies

## Urodzili się
- 16 listopada – Jónas Hallgrímsson, islandzki poeta, pisarz i tłumacz (zm. 1845)